# Teste de Amott
O teste de Amott é um das mais amplamente utilizadas medições empíricas de molhabilidade para amostra de núcleo de reservatório em engenharia de petróleo. O método combina duas medições de embebição espontânea e duas medidas de deslocamento forçado. Este ensaio define dois índices diferentes: o índice de Amott de água ({\displaystyle I_{w}}) e o índice de Amott de óleo ({\displaystyle I_{o}}).

## Índice de Amott–Harvey
Os dois índices de Amott são frequentemente combinados resultando no índice de Amott–Harvey. É um número entre -1 e 1 descrevendo a molhabilidade de uma rocha em processos de drenagem. É definido como:
{\displaystyle AI=I_{w}-I_{o}}

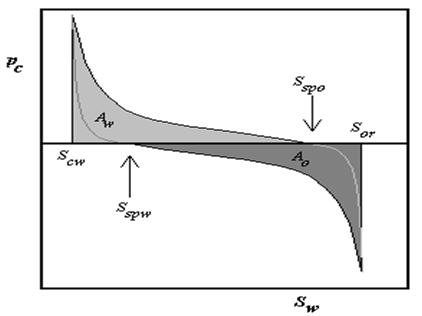
Figura 1: índice de Amott–Harvey e cálculo do número USBM.

Estes dois índices são obtidos a partir de experimentos (placa porosa ou centrífuga) de análise especial de núcleo (SCAL, special core analysis) traçando a curva da pressão capilar como uma função da saturação de água como mostrado na figura 1:
{\displaystyle I_{w}={\frac {S_{spw}-S_{cw}}{1-S_{cw}-S_{or}}}}
com {\displaystyle S_{spw}} é a saturação de água para uma pressão capilar nula durante o processo de embebição, {\displaystyle S_{cw}} é a saturação de água irreduzível e {\displaystyle S_{or}} é a saturação residual de óleo após a embebição.
{\displaystyle I_{o}={\frac {S_{spo}-S_{or}}{1-S_{cw}-S_{or}}}}
com {\displaystyle S_{spo}} sendo a saturação de óleo para uma pressão capilar nula durante o processo de drenagem secundária, {\displaystyle S_{cw}} é a saturação de água irreduzível e {\displaystyle S_{or}} é a a saturação de não molhamento residual da fase após a embebição.